# ذخیره‌گاه طبیعی ننتس
ذخیره‌گاه طبیعی ننتس (انگلیسی: Nenets Nature Reserve) یک پارک و ذخیره‌گاه طبیعی در ناحیه خودگردان ننتس کشور روسیه است.